# Канищево (Тамбовская область)
Кани́щево — село в Пичаевском районе Тамбовской области России. Входит в состав Пичаевского сельсовета.

## География
Село находится в северо-восточной части Тамбовской области, в лесостепной зоне, на берегах реки Кашма, на расстоянии примерно 3 км (по прямой) к юго-западу от села Пичаево, административного центра района. Абсолютная высота — 122 м над уровнем моря.

### Климат
Климат умеренно континентальный, относительно сухой, с холодной продолжительной зимой и тёплым летом. Средняя температура воздуха самого холодного месяца (января) — −11,3 °C (абсолютный минимум — −43 °C); самого тёплого месяца (июля) — 19,7 °C (абсолютный максимум — 39 °С). Период с положительной температурой выше 10 °C длится 145 дней. Среднегодовое количество атмосферных осадков составляет около 550 мм. Продолжительность залегания снежного покрова составляет в среднем 138 дней.

### Часовой пояс
Село Канищево, как и вся Тамбовская область, находится в часовой зоне МСК (московское время). Смещение применяемого времени относительно UTC составляет +3:00.

## Население
| 2002 | 2010 |
| ---- | ---- |
| 111  | ↘70  |

### Половой состав
По данным Всероссийской переписи населения 2010 года, в гендерной структуре населения мужчины составляли 42,9 %, женщины — соответственно 57,1 %.

### Национальный состав
Согласно результатам переписи 2002 года, в национальной структуре населения русские составляли 89 % из 111 чел.

## Известные уроженцы
- Шепелев, Георгий Михайлович (1910—1983) — советский военный деятель, подполковник, Герой Советского Союза.